# Гері-Сіті (Техас)
Гері-Сіті (англ. Gary City) — місто (англ. town) в США, в окрузі Панола штату Техас. Населення — 335 осіб (2020).

## Географія
Гері-Сіті розташоване за координатами 32°1′40″ пн. ш. 94°22′4″ зх. д. / 32.02778° пн. ш. 94.36778° зх. д. (32.027728, -94.367900).  За даними Бюро перепису населення США в 2010 році місто мало площу 4,92 км², уся площа — суходіл.

## Демографія
Згідно з переписом 2010 року, у місті мешкало 311 осіб у 109 домогосподарствах у складі 82 родин. Густота населення становила 63 особи/км².  Було 131 помешкання (27/км²).
Расовий склад населення:
| - 93,9 % — білих - 1,9 % — чорних або афроамериканців - 0,6 % — корінних американців - 0,6 % — азіатів - 2,3 % — осіб інших рас |

До двох чи більше рас належало 0,6 %. Частка іспаномовних становила 2,6 % від усіх жителів.
За віковим діапазоном населення розподілялося таким чином: 28,3 % — особи молодші 18 років, 60,1 % — особи у віці 18—64 років, 11,6 % — особи у віці 65 років та старші. Медіана віку мешканця становила 36,6 року. На 100 осіб жіночої статі у місті припадало 101,9 чоловіків;  на 100 жінок у віці від 18 років та старших — 97,3 чоловіків також старших 18 років.
Середній дохід на одне домашнє господарство  становив 66 841 долар США (медіана — 63 750), а середній дохід на одну сім'ю — 72 148 доларів (медіана — 65 234). За межею бідності перебувало 12,8 % осіб, у тому числі 18,9 % дітей у віці до 18 років та 10,5 % осіб у віці 65 років та старших.
Цивільне працевлаштоване населення становило 135 осіб. Основні галузі зайнятості: роздрібна торгівля — 22,2 %, сільське господарство, лісництво, риболовля — 21,5 %, науковці, спеціалісти, менеджери — 11,1 %, освіта, охорона здоров'я та соціальна допомога — 10,4 %.